# Мишкеи, Арпад
Арпад Мишкеи (венг. Miskey Árpád, 27 сентября 1886 — октябрь 1962) — венгерский борец греко-римского стиля, призёр чемпионатов Европы.

## Биография
Родился в 1886 году в Будапеште. В 1912 году стал серебряным призёром неофициального чемпионата Европы, но на Олимпийских играх в Стокгольме не завоевал наград. В 1913 году вновь завоевал серебряную медаль неофициального чемпионата Европы.